# Travessia de São Paulo a Nado
A Travessia de São Paulo a Nado foi uma das mais tradicionais provas de natação da primeira metade dos anos 1900. A Travessia era efetuada em uma distância de 5.500 metros e ia da Ponte da Vila Maria e terminava em frente ao Clube Esperia, Ponte Grande. Na chegada havia um portão, colocado entre o Rio Tietê e o Clube Esperia.
As competições foram realizadas de 1924 a 1928, patrocinadas pelo jornal "São Paulo Esportivo", e retomadas em 1932, sob a tutela do jornal "A Gazeta". A última edição foi realizada em 1944, quando a poluição já começava a afetar o rio onde o evento acontecia.
Conforme relata o jornalista Henrique Nicolini no livro "Tietê - O Rio do Esporte": "Os nadadores que participavam dessa prova histórica passavam por baixo da Ponte da Vila Guilherme (ainda de madeira) e pelos meandros do bairro da Corôa, onde hoje está o Shopping Center Norte (...) As margens do rio, em todo o percurso, sempre estavam repletas de espectadores que aplaudiam a passagem dos nadadores".

## Vencedores
| Ano  | Masculino                                    | Feminino               | Ref.  |
| ---- | -------------------------------------------- | ---------------------- | ----- |
| 1924 | Carlos de Campos Sobrinho                    | Jandira Barroso        |       |
| 1925 | Carlos de Campos Sobrinho                    | Betty Hassembach       |       |
| 1926 | José Pironnet                                | Betty Hassembach       |       |
| 1927 | Virgilio Martini                             | Betty Hassembach       |       |
| 1928 | Virgilio Martini                             | Betty Hassembach       |       |
| 1932 | Asdrubal de Barros                           | Maria Lenk             | [ 4 ] |
| 1933 | Max Define                                   | Maria Lenk2            |       |
| 1934 | Max Define                                   | Maria Lenk3            |       |
| 1935 | João Havelange                               | Maria Lenk4            |       |
| 1936 | João Havelange2                              | Sieglinda Lenk         |       |
| 1937 | Nelson Reis de Almeida                       | Scylla Venâncio        |       |
| 1938 | José Carlos Pinto                            | Sieglinda Lenk         |       |
| 1939 | Hellmut von Schütz                           | Lilly Richter          | [ 5 ] |
| 1940 | Hellmut von Schütz2                          | Lilly Richter          |       |
| 1941 | Decio Teixeira                               | Lilly Richter          |       |
| 1942 | Victorio Filellini                           | Liselole Krauss        |       |
| 1943 | Empate: Victorio Filellini e João Havelange3 |                        |       |
| 1944 | Victorio Filellini                           | Elisabeth Huttenlocher |       |